# Concepción del Sur
Concepción del Sur é uma cidade hondurenha do departamento de Santa Bárbara.